# 自杀性抑制

梭曼的立体异构体，梭曼是一种 G 系列神经毒剂和乙酰胆碱酯酶自杀性抑制剂。请注意非碳手性中心。

在生物化学中，自杀性抑制（Suicide inhibition）又称为自杀性失活或机制抑制，是一种不可逆的酶抑制剂形式，发生在酶与底物类似物结合并在正常催化反应过程中通过共价键与其形成不可逆复合物时。抑制剂与活性位点结合，在那里被酶修饰以产生反应基团，该反应基团不可逆地反应形成稳定的抑制剂-酶复合物。这通常使用辅基或辅因子，形成亲电的α和β不饱和羰基化合物和亚胺。

## 例子
自杀性抑制的一些临床例子包括：
- 双硫仑，可抑制乙醛脱氢酶酶。
- 阿司匹林，可抑制环氧合酶1和2酶。
- 青霉素，可抑制 DD-转肽酶构建细菌细胞壁。
- 二氟甲基鳥氨酸是用于治疗昏睡病的药物之一，是Ornithine decarboxylase酶的自杀性抑制剂。
- 神经毒剂和相关农药（如对硫磷）是乙酰胆碱酯酶的有机磷自杀性抑制剂，其老化时间取决于分子中有机磷部分上离去基团的不稳定性。[1]

## 合理的药物设计
自杀性抑制用于所谓的“合理药物设计”，其目的是根据已知的机制和底物创造一种新的底物。这种方法的主要目标是创造在酶的活性位点内不发生反应且同时具有高度特异性的底物。基于这种方法的药物具有副作用极少的优势。